# Antonio Sacchini
Antonio (Maria Gaspare) Sacchini (14. června 1730, Florencie – 6. října 1786 Paříž) byl italský hudební skladatel, představitel neapolské operní školy.

## Život
Často se uvádí sentimentální příběh o synovi chudého rybáře, kterého náhodně na pláži uslyšel zpívat ředitel Konzervatoře sv. Onofria v Neapoli, Francesco Durante, a unešen krásným hlasem se ujal jeho vzdělání. Skutečnost je poněkud prozaičtější. Otec Antonia byl v Neapoli kuchařem a na konzervatoř, na které studovali nebo působili všichni významní hudebníci té doby, byl přijat v normálním konkurzu. Kompozici studoval u Duranteho a Niccolò Piccinniho, hru na hudební nástroje, zejména na housle, u Nicoly Fiorenze a zpěv u Gennaro Manna. Nicméně pravdou je, že Francesco Durante si svého žáka již v době studií neobyčejně vážil. Předpovídal mu, že se stane skladatelem století.
Prvním veřejně provedeným jevištním dílem bylo intermezzo „Fra Donato“ napsané v roce 1756 pro školní scénu Konzervatoře sv. Onofria. Úspěch studentských prací mu přinesl zakázky od neapolských a římských divadel i postavení kapeníka orchestru Konzervatoře.
Po krátkém zastavení v Benátkách, pro které napsal dvě opery-seria, zkomponoval roku 1763 pro Padovu operu „Olimpiade“ na text Pietra Metastasia, která se setkala s mimořádným úspěchem v celé Itálii. Podnícen tímto úspěchem se vzdal všech povinností v Konzervatoři a začal se cele věnovat skladatelské dráze. Na římské prestižní scéně Teatro Valle uvedl úspěšně řadu komických oper.
Od roku 1768 působil v Benátkách a rychle si získal pověst vynikajícího učitele zpěvu. Jeho žačkou zde mimo jiné byla Nancy Storace, jedna z nejslavnějších zpěvaček té doby. V tomto období také vznikla řada jeho chrámových skladeb. V následujících čtyřech letech kombinoval pedagogickou činnost s prací operního skladatele pro největší hudební centra Itálie. Roku 1770 navštívil i Mnichov a Stuttgart, pro které zkomponoval tři vážné opery.
V roce 1772 se přesunul do Londýna, kde po deset let sklízel jeden úspěch za druhým. Úspěchy však neměly očekávaný ekonomický efekt, ale naopak vynesly mu řadu nepřátel. Dostavily se i potíže finančního rázu, takže aby unikl před svými věřiteli, odjel v roce 1781 do Paříže.
V Paříži měl své obdivovatele, které si získal zejména novým uvedením přepracované verze „Olimpiady“. Přišel sem v době vrcholících sporů mezi příznivci reformované opery představované Ch. W. Gluckem a příznivci klasické italské opery vedenými Niccolò Piccinim a postavil se na stranu svého krajana.
Byl představen královně Marii Antoinettě a ta na přímluvu svého bratra, císaře Josefa II., který byl velkým obdivovatelem italské opery, přemluvila ředitele pařížské opery, aby se Sacchinim uzavřel smlouvu na tři opery s honorářem 10 000 franků za každou z nich.
Přízeň královny neměla dlouhého trvání. Spory mezi gluckinisty a piccinisty přerůstaly do osobních invektiv a nakonec mu i piccinisté odepřeli podporu. Sama královna se po provedení opery „Oedipe a Colone“ ve Versailles vyjádřila značně neuctivě, nechala zrušit další provedení díla a nahradit je operou francouzského skladatele Jean-Baptiste Lemoyne „Phaedra“. Ironií osudu je, že právě tato opera je dnes považována za Sacchiniho mistrovské dílo a jen na scéně pařížské opery byla uvedena více než 600krát.
Hluboké zklamání patrně i přispělo k předčasné smrti skladatele. Svou poslední operu „Arvire et Evelina“ již nedokončil. Byla uvedena až po jeho smrti v roce 1788 se závěrem dokomponovaným prvním dirigentem pařížské opery Jean-Baptiste Reyem.
Zemřel 6. října 1786 v Paříži.

## Dílo
Sacchini byl typickým představitelem neapolské operní školy. Jeho hudba je vznešená a působivá svou velkolepostí. Nicméně však postrádá jistou dávku originality. Nelze mu však upřít, zejména v jeho posledních dílech, smysl pro dramatickou výstavbu scény.
Za svého života zkomponoval na 60 oper. Četná jsou rovněž jeho chrámová díla a dodnes je uváděna jeho hudba komorní.

### Opery
1. Fra Donato (Neapol, 1756)
2. Il giocatore (Neapol, 1757)
3. Olimpia tradita (Neapol, 1758)
4. Il copista burlato (Neapol, 1759)
5. Il testaccio (Řím, 1760)
6. I due fratelli beffati (Neapol, 1760)
7. Andromeca (Neapol, 1761)
8. La finta contessa (Řím, 1761)
9. Li due bari (Neapol, 1762)
10. L'amore in campo (Řím, 1762)
11. Alessandro Severo (Benátky, 1763)
12. Alessandro nell'Indie (Benátky, 1763)
13. Olimpiade (Padova, 1763)
14. Semiramide riconosciuta (Řím, 1764)
15. Eumene (Florencie, 1764)
16. Il gran Cidde (Řím, 1764)
17. Lucio Vero (Neapol, 1764)
18. Il finto pazzo per amore (Řím, 1765)
19. Creso (Neapol, 1765, přepracovaná verze Londýn, 1774)
20. La contadina in corte (Řím, 1765, Londýn, 1782)
21. L'isola d'amore (Řím, 1766)
22. Le contadine bizzarre (Milán, 1766)
23. Artaserse (Řím, 1768)
24. Nicoraste (Benátky, 1769)
25. Scipione in Cartagena (Mnichov, 1770)
26. Calliroe (Ludwigsburg, 1770)
27. L'eroe cinese (Mnichov, 1770)
28. Adriano in Siria (Benátky, 1770)
29. Ezio (Neapol, 1771)
30. Armida (Milán, 1772)
31. Vologeso (Parma, 1772)
32. Tamerlano (Londýn, 1773)
33. Il Cid (Londýn, 1773)
34. Perseo (Londýn, 1774)
35. Nitteti (Londýn, 1774)
36. Montezuma (Londýn, 1775)
37. Didone abbandonata (Londýn, 1775)
38. Erifile (Londýn, 1778)
39. L'amore soldato (Londýn, 1778)
40. L'avaro deluso, o Don Calandrino (Londýn, 1778)
41. Enea e Lavinia (Londýn, 1779)
42. Mitridate (Londýn, 1781)
43. Renaud  (Paříž, 1783)
44. Chimene (Fontainebleau, 1783)
45. Dardanus (Paříž, 1784)
46. Oedipe a Colone (Versailles, 1786)
47. Arvire et Evelina (Paříž, 1788), dokončil Jean-Baptiste Rey